# Bolemoreus hindwoodi
El mielero de Hindwood (Bolemoreus hindwoodi) es una especie de ave paseriforme de la familia Meliphagidae endémica del noreste de Australia. El nombre de la especie conmemora a Keith Alfred Hindwood (1904–1971), un ornitólgo aficionado que llegó a ser presidente de la Real Unión de Ornitólogos de Australasia.

## Distribución y hábitat
Esta especie se encuentra únicamente en las selvas tropicales de una región pequeña en la meseta de Eungella del macizo Clarke, al oeste de Mackay en Queensland. Ocasionalmente la especie puede encontrarse alimentándose en los límites de la selva y los boques abiertos aledaños.

## Taxonomía
Los mieleros de Eungella durante mucho tiempo se consideraron ejemplares atípicos de mielero embridado (Lichenostomus frenatus), hasta que en 1983 se describieron como una nueva especie.
En el pasado el mielero de Hindwoodi se clasificaba en el género Lichenostomus, pero fue trasladado al género Bolemoreus tras un análisis filogenético publicado en 2011 que demostraba que el género original era polifilético.